# Cylindrophis opisthorhodus
Espèce
Cylindrophis opisthorhodus est une espèce de serpents de la famille des Cylindrophiidae.

## Répartition
Cette espèce est endémique des Petites îles de la Sonde en Indonésie. Elle se rencontre à Lombok, à Sumbawa, à Florès et à Komodo.

## Description
Le spécimen décrit par Boulenger mesurait 230 mm.

## Publication originale
- Boulenger, 1897 : A List of the Reptiles and batrachians collected by Mr. Alfred Everett in Lombok, Flores, Sumba, and Savu, with Descriptions of new Species. Annals and Magazine of Natural History, ser. 6, vol. 19, p. 503-509 (texte intégral).